# 睡蓮の人
『睡蓮の人』（すいれんのひと）は、映像作家・村田朋泰による2000年公開の全16分に及ぶ日本のクレイアニメーション作品。一人暮らしの初老の男が過去の想い出を回想するという内容で、人形を少しずつ動かして1コマごとに撮影された短編の立体アニメーション作品となっている。村田朋泰は、東京芸術大学の学部生であったときに、チェコの映像作家の立体アニメに衝撃を受けたことを機に、1年間独学でクレイアニメーション製作を学び、同作を完成させている。宮崎駿監督の『千と千尋の神隠し』が大賞を受賞している2001年の第5回文化庁メディア芸術祭アニメーション部門では、優秀賞を受賞している。

## 受賞歴
| 年度   | 賞の名前                                            | 部門など           | 出典        |
| ------ | --------------------------------------------------- | ------------------ | ----------- |
| 2000年 | 東京芸術大学美術学部デザイン科卒業制作              | デザイン賞         | [ 3 ] [ 4 ] |
| 2000年 | BBCCネットアート&映像フェスタ2000                   | 映像部門入選       | [ 3 ] [ 4 ] |
| 2001年 | 第2回ラピュタアニメーションフェスティバル2000       | 観客・ヒューマン賞 | [ 3 ] [ 4 ] |
| 2001年 | 第5回文化庁メディア芸術祭アニメーション部門         | 優秀賞             | [ 3 ] [ 4 ] |
| 2002年 | 第24回ぴあフィルムフェスティバル（PFFアワード2002） | 審査員特別賞       | [ 3 ] [ 4 ] |